# Thailocyba longilobula
Thailocyba longilobula är en insektsart som beskrevs av Huang, Zhang och Fang 2003. Thailocyba longilobula ingår i släktet Thailocyba och familjen dvärgstritar. Inga underarter finns listade i Catalogue of Life.